# Ninrode
Ninrode, Nimrod ou Nenrode (em hebraico: נִמְרוֹדֿ‎; romaniz.: Nimrod; lit.  "Divino Filho do Céu") é um personagem bíblico, filho de Cuxe, neto de Cam e bisneto de Noé, descrito como o primeiro poderoso na terra.

## Etimologia
Conforme etimologia, os escritos rabínicos derivaram o nome Ninrode do verbo hebraico ma·rádh, que significa "rebelar". Assim, o Talmude Babilônico (Erubin 53a) declara: 
"Então, por que foi ele chamado de Nimrod? Porque incitou todo o mundo a se rebelar (himrid) contra a Sua soberania."
O orientalista E. F. C. Rosenmüller escreveu: "O nome Ninrode deriva de [ma·rádh], 'ele se rebelou', 'ele desertou', segundo o significado hebraico.". Explica ainda que "os orientais têm o costume de referir-se às pessoas em destaque por outro nome, dado após a sua morte, havendo uma notável harmonia entre o nome e os atos da pessoa".

## Biografia
Ninrode nascido nas terras de Sinar, filho de Cuxe, neto de Cam, bisneto de Noé. Este teria sido pai de Azurade, Eliézer, Hunor e Magor. 

### O reinado

A Torre de Babel de Pieter Bruegel retrata uma inspeção de cantaria comum de Ninrode

Segundo a Bíblia, o reinado de Ninrode incluía as seguintes cidades da terra de Sinear: Babel, Ereque, Acade e Calné. Foi, provavelmente, sob o seu comando que se iniciou a construção de Babel e da sua torre. Tal conclusão está de acordo com o conceito judaico tradicional.[carece de fontes?] Sobre este homem, Josefo escreveu: 
"Pouco a pouco, transformou o estado de coisas numa tirania, sustentando que a única maneira de afastar os homens do temor a Deus era fazê-los continuamente dependentes do seu próprio poder. Ele ameaçou vingar-se de Deus, se Este quisesse novamente inundar a terra; porque construiria uma torre mais alta do que poderia ser atingida pela água e vingaria a destruição dos seus antepassados. O povo estava ansioso de seguir este conselho, achando ser escravidão submeter-se a Deus; de modo que empreenderam construir a torre [...] e ela subiu com rapidez além de todas as expectativas."
Especula-se que Ninrode estendeu o seu domínio ao território da Assíria onde construiu Nínive, Reobote-Ir/Reobote, Calá/Ninrude e Kesen:

O livro Miqueias 5:6 informa:  
"Eles apascentarão a terra da Assíria pela espada e a terra de Ninrode pelo seu punhal" (BJ).  
A "terra de Ninrode" parece estar associando a terra de Assur com a Assíria em Gênesis 10:11. Visto que a Assíria evidentemente derivou seu nome de Assur, filho de Sem, Ninrode ou Ninrude, como neto de Cam, deve ter invadido território semita. Assim, parece que Ninrode começou a tornar-se um poderoso, não só como caçador de animais, mas também como guerreiro conquistador, homem de agressão. A Cyclopædia de M’Clintock e Strong observa: 
"O que Ninrode fez ao sair no encalço como caçador era o primeiro indício do que conseguiu como conquistador. Pois a caça e o heroísmo, desde antigamente, estavam associados de modo especial e natural [...] Os monumentos assírios representam também muitas proezas na caça, e a palavra é muitas vezes empregada para indicar uma campanha. [...] A caça e a batalha, que no mesmo país, em tempos posteriores, estavam tão intimamente relacionadas, portanto, podem estar aqui virtualmente associadas ou identificadas. O significado, então, será que Ninrode foi o primeiro, depois do dilúvio, a fundar um reino, a unir os espalhados fragmentos do domínio patriarcal e a consolidá-los sob si próprio como único cabeça e senhor; e tudo isso em desafio a Deus, pois significava a intrusão violenta do poder camítico em território semítico." 

### Historicidade e tradição
A Collier’s Encyclopedia afirma: 
"Os peritos têm tentado, sem real êxito, identificar Ninrode com diversos reis, heróis, ou deidades antigas, dentre eles Merodaque [Marduque], um deus assírio-babilônico; Gilgamés [Gilgamesh], um herói babilônio que se tornou famoso como caçador; e Órion, um caçador da mitologia clássica". Na verdade, pouco mais se sabe sobre este governante do que aquilo que a Bíblia menciona. No entanto, a tradição árabe menciona-o. O nome, como Ninrude ou Nenrode, ocorre em designações de lugares no Próximo Oriente. Poemas didáticos sumério-acadianos relatam os seus feitos heroicos.[carece de fontes?]
O historiador judeu Josefo, refere-se nominalmente assim: segundo a tradição religiosa, Ninrode foi executado devido à sua rebelião contra Javé, o Deus de Noé. Os seguidores de Ninrode consideraram a sua morte violenta uma tragédia ou calamidade, e o deificaram. Comemoravam a sua morte anualmente no primeiro e segundo dia do mês lunar de Tamuz, quando as mulheres choravam o seu ídolo. Em Gênesis 10:8–9, Ninrode é chamado gibbor, "guerreiro". Ele era habilidoso como lutador, matador e caçador, três coisas nas quais os homens encontram muita glória, desde a Antiguidade até hoje. 
Os estudiosos comparam-no com Sargão da Acádia (cerca de 2 330 a.C.), que também foi grande guerreiro e caçador, e que veio a tornar-se um dos remotos líderes assírios. Pessoas da estirpe de Ninrode e Sargão deixaram muitas lendas em torno de suas pessoas. A semelhança de certos heróis gregos, foram reputados semideuses ou heróis, no sentido grego desse vocábulo.[carece de fontes?]

Divindades como Ninurta (Nimurda), e outros deuses babilônios e assírios da guerra e da caça, eram incensados da mesma maneira que Ninrode. Por essa razão, os eruditos supõem que Ninrode represente alguma antiga mitologia que mais fazia parte da religião do que da história. E outros veem em Ninrode o protótipo de Nino, o fundador clássico da cidade de Nínive. Ou, talvez, ele tenha sido o mesmo Gilgamés, um rei-heroico épico de Uruque (cerca de 2 700 a.C.). Havia um antiquíssimo provérbio aplicado a ele:
"como Ninrode, poderoso caçador diante do Senhor".
Ainda outros estudiosos procuram encontrar alguma ligação entre Ninrode e Marduque, uma das principais divindades babilônicas.
Os estudiosos conservadores, naturalmente, contentam-se somente com a interpretação que vê Ninrode como uma personagem histórica, sem importar se lendas e mitos vieram a vincular-se mais tarde a seu nome, incluindo noções de divindade. É curioso, para dizer o mínimo, que muitos nomes locativos, na Babilônia, reflitam esse nome, como Birs Ninrude, Tel Ninrude (perto de Bagdá) e o cômoro de Ninrude (antiga Calú). — Essa circunstância ilustra o fato de que havia uma rica tradição em torno de sua pessoa.[carece de fontes?]

#### Reino de Ninrode
O reino ou terra de Ninrode, refere-se à região adjacente à Assíria, a qual incluía as grandes cidades de Babel, Ereque, Acade e Calné na terra de Sinear. O trecho de Gênesis 10:11 relata como Ninrode fundou Nínive, Reobote-Ir, Calá (Ninrude) e Resem. Os muitos nomes de lugares que incorporam o seu nome emprestam crença à sua historicidade, embora saibamos tão pouco a seu respeito. Poderia ter-se seguido a sua deificação, fazendo com que seu nome se misturasse com religiões subsequentes. Se o Cuxe babilônico tiver de ser identificado com Quis (conforme alguns estudiosos supõem), então já teremos um pouco mais de informações sobre o reino fundado por Ninrode. A dinastia de Quis teve vinte e três reis que representaram a primeira dinastia mesopotâmica.[carece de fontes?]

#### Caráter
A Bíblia fornece uma breve descrição relativa a Ninrode. O significado do seu nome, rebelde, indica tratar-se de uma espécie de anti-herói indesejável. Ninrode foi um rei que Deus jamais aprovaria, por não ter se curvado debaixo da coroa e soberania de Javé, e ter feito tudo contrário à sua vontade e juntar todas as pessoas numa só cidade em vez de se espalhar pela terra.
Um caçador satisfaz-se às custas de suas vítimas. Mas um pastor preocupa-se em proteger seus animais e cuidar deles. Diz-se que a declaração de que ele foi poderoso caçador diante do Senhor, poderia ter sentido pejorativo. Coisa alguma era e continua sendo mais comum do que a glorificação da força bruta, por parte dos homens; e nada é mais comum do que dar pouca importância ao sofrimento humano. Ninrode acreditava ser mais poderoso que Deus, e o dia em que disse ser o dono do Sol foi a "gota d'água" para o Criador, que ordenou sua morte. Então, seu tio Sem, filho de Noé, e seu grande número de exércitos matou Ninrode, para não aumentar a maldade na terra. Ninrode não tinha escrúpulos, tanto que tirou sua mãe como mulher. Após sua morte, sua mãe Semíramis, que acreditava ser mãe de um Deus, se impôs como deusa. Semíramis se deitou com vários homens, até que engravidou de seu segundo filho, Tamuz, que acreditava ser a reencarnação de Ninrode.